# 卢克
- 關於西班牙城市，請見「盧克 (科爾多瓦省)」。
- 關於西班牙足球員，請見「阿尔伯特·卢克」。
- 關於在馬拉維剝削兒童並製作種族歧視影片的當事人，請見「黑人舉牌喊話影片#使用例」。

卢克是巴拉圭中央省的一座城市，人口176,433，属于大亚松森都会区的一部分。服务首都亚松森的西尔维奥·佩蒂罗西国际机场以及南美洲足球协会总部都位于该城。

## 姊妹城市
- 阿根廷伊圖薩因戈
- 巴拉圭聖胡安包蒂斯塔圖斯特佩克
- 西班牙盧克

## 觀光
- 紐瓜蘇公園

25°16′12″S 57°29′14″W / 25.27°S 57.4872°W